# Ред Блаф (Калифорнија)
Ред Блаф (енгл. Red Bluff) град је у америчкој савезној држави Калифорнија. По попису становништва из 2010. у њему је живело 14.076 становника.

## Демографија
Према попису становништва из 2010. у граду је живело 14.076 становника, што је 929 (7,1%) становника више него 2000. године.
| Група             | 2000.          | 2010.         |
| Белци             | 10.538 (80,2%) | 9.975 (70,9%) |
| Афроамериканци    | 81 (0,6%)      | 128 (0,9%)    |
| Азијати           | 211 (1,6%)     | 187 (1,3%)    |
| Хиспаноамериканци | 1.799 (13,7%)  | 3.037 (21,6%) |
| Укупно            | 13.147         | 14.076        |